# Gmina Washington (hrabstwo Crawford, Iowa)

Położenie Gminy Washington w hrabstwie Crawford

Gmina Washington (ang. Washington Township) – gmina w USA, w stanie Iowa, w hrabstwie Crawford. Według danych z 2000 roku gmina miała 293 mieszkańców, a jej powierzchnia wynosi 93,32 km².